# 阿佐ヶ谷姉妹の のほほんふたり暮らし
『阿佐ヶ谷姉妹の のほほんふたり暮らし』（あさがやしまいの のほほんふたりぐらし）は、お笑いコンビ「阿佐ヶ谷姉妹」（渡辺江里子、木村美穂）によるエッセイ。2018年7月12日に幻冬舎から刊行され、のちに2020年2月6日に文庫化。実の姉妹ではないが、ひとつ屋根の下でともに暮らす疑似姉妹である阿佐ヶ谷姉妹が四六時中一緒にいることで迎える倦怠期を乗り越えながら理想の暮らし方を見つけるまでを描いている。
2021年11月にテレビドラマ化された。

## 収録作品
- 阿佐ヶ谷2人ぐらし
- 妙齢事情
- 引っ越し騒動
- フキノトウはまだ咲かない（渡辺江里子の恋愛小説）
- 3月のハシビロコウ（木村美穂の恋愛小説）

## 書誌情報
- 単行本：2018年7月12日発売、幻冬舎、ISBN 978-4-344-033214
- 文庫本：2020年2月06日発売、幻冬舎文庫、ISBN 978-4-344-429383

## テレビドラマ
2021年11月8日から12月20日まで、NHK総合テレビの「よるドラ」枠で放送。全7回。姉の江里子を木村多江、妹の美穂を安藤玉恵が演じる。

### キャスト
渡辺江里子
演 - 木村多江
木村美穂
演 - 安藤玉恵
村野孝代
演 - いしのようこ
中華料理店「朝來」の女将。
高橋草輔
演 - 中川大輔
阿佐ヶ谷姉妹の隣人。大学生。
持田ひろみ
演 - 楠見薫
煎餅屋「七万煎餅」を営む奥さん。作りすぎたおかずをお裾分けしてくれる。
伊東次郎
演 - 山脇辰哉
喫茶店「いとし」のマスター。元はテレビマン。
木村みず江
演 - 中田喜子
美穂の母。歌がうまい。
渡辺栄子
演 - 松金よね子
江里子の母。前髪の長さに厳しい。
アケミ
演 - 真飛聖
草輔の恋人。
大高
演 - 前原滉
阿佐ヶ谷姉妹のマネージャー。既婚。
弥生
演 - 伊勢志摩
フィットネスクラブの常連。
村野英明
演 - 宇崎竜童
中華料理店「朝來」の大将。
安澤寛子
演 - 研ナオコ
阿佐ヶ谷姉妹が住む「ハイム安澤」の大家。

### スタッフ
- 原作 - 阿佐ヶ谷姉妹 「阿佐ヶ谷姉妹の のほほんふたり暮らし」（幻冬舎）
- 脚本 - ふじきみつ彦[3][6]
- 音楽 - 高城晶平（cero）、王舟[3][6]
- 挿入歌（エンディング曲） - 阿佐ヶ谷姉妹「Neighborhood Story」[8]
- 語り - きたろう[7]
- プロデューサー - 堀内裕介
- 制作統括 - 三鬼一希、櫻井壮一
- 演出 - 津田温子、新田真三、佐藤譲[3][6]
- 制作著作 - NHK名古屋放送局

### 放送日程
| 各話             | 放送日   | サブタイトル                       | 演出     |
| ---------------- | -------- | ---------------------------------- | -------- |
| 第1話            | 11月08日 | やっぱりワインレッドかしら?        | 津田温子 |
| 第2話            | 11月15日 | 一気はノンノン、メンズノンノンよ   | 堀内裕介 |
| 第3話            | 11月22日 | 白湯を飲んで生きていきます         | 新田真三 |
| 第4話            | 11月29日 | 他人です、実の他人です             | 津田温子 |
| 第5話            | 12月06日 | ババアって言った?それともババロア? | 佐藤譲   |
| 第6話            | 12月13日 | ベランダ、あぁ、いい響きね〜       | 新田真三 |
| 最終話 （第7話） | 12月20日 | ふふふ、人生って、不思議よねぇ     | 津田温子 |

キャッチアップ放送
- 2021年12月17日・18日（12月16日・17日深夜）に各3話ずつミッドナイトチャンネルで再放送された。

## 他局番組とのコラボレーション
第6話放送日の2021年12月13日に、文化放送（首都圏向け）『大竹まこと ゴールデンラジオ』で、木村・安藤がゲストコーナー「大竹のメインディッシュ」にゲスト出演した。本作の原作者であり、もともと同番組の月曜日パートナーである阿佐ヶ谷姉妹との競演が実現した。